# العلاقات المجرية البولندية
العلاقات المجرية البولندية هي العلاقات الثنائية التي تجمع بين المجر وبولندا.

## إعلان يوم للصداقة
يوم 12 مارس 2007 ووأعلن البرلمان المجري يوم 23 اذار / مارس كيوم للصداقة المجرية البولندية بـ 324 صوتا بدون أي صوت ضد.
وبالمقابل، في 16 مارس 2007، زكّى البرلمان البولندي إعلان يوم 23 اذار / مارس كيومٍ للصداقة البولندية–المجرية.

## مقارنة بين البلدين
هذه مقارنة عامة ومرجعية للدولتين:
| وجه المقارنة                                              | المجر                                                       | بولندا                                                                             |
| --------------------------------------------------------- | ----------------------------------------------------------- | ---------------------------------------------------------------------------------- |
| المساحة (كم2)                                             | 93.04 ألف                                                   | 312.68 ألف                                                                         |
| عدد السكان (نسمة)                                         | 9.78 مليون                                                  | 38.43 مليون                                                                        |
| الكثافة السكانية (ن./كم²)                                 | 105.12                                                      | 122.91                                                                             |
| العاصمة                                                   | بودابست                                                     | وارسو                                                                              |
| اللغة الرسمية                                             | لغة مجرية                                                   | اللغة البولندية                                                                    |
| العملة                                                    | فورنت مجري                                                  | زلوتي بولندي                                                                       |
| الناتج المحلي الإجمالي (بليون دولار)                      | 139.14 مليار                                                | 524.51 مليار                                                                       |
| الناتج المحلي الإجمالي (تعادل القوة الشرائية) بليون دولار | 260.42 مليار                                                | 1.02 تريليون                                                                       |
| الناتج المحلي الإجمالي الاسمي للفرد دولار أمريكي          | 12.36 ألف                                                   | 12.55 ألف                                                                          |
| الناتج المحلي الإجمالي للفرد دولار أمريكي                 | 25.07 ألف                                                   | 26.14 ألف                                                                          |
| مؤشر التنمية البشرية                                      | 0.828                                                       | 0.843                                                                              |
| رمز المكالمات الدولي                                      | +36                                                         | +48                                                                                |
| رمز الإنترنت                                              | .hu                                                         | .pl                                                                                |
| المنطقة الزمنية                                           | ت ع م+01:00، ت ع م+02:00، أوروبا/بودابست ‏، توقيت وسط أوروبا | توقيت وسط أوروبا، ت ع م+01:00، ت ع م+02:00، أوروبا/وارسو ‏، توقيت وسط أوروبا الصيفي |

## مدن متوأمة
في ما يلي قائمة باتفاقيات التوأمة بين مدن مجرية وبولندية:
- ترتبط Káloz [الإنجليزية]‏ مع Dziemiany [الإنجليزية]‏ باتفاقية توأمة.
- ترتبط بيكيسكسابا مع Skoczów [الإنجليزية]‏ باتفاقية توأمة منذ 1970.[15][15]
- ترتبط Tiszaújváros [الإنجليزية]‏ مع شفينتوخوفيتسه باتفاقية توأمة.
- ترتبط كيشفاردا مع Strzyżów [الإنجليزية]‏ باتفاقية توأمة.
- ترتبط Kiskunhalas Subregion  [لغات أخرى]‏ مع نوفي سونتس باتفاقية توأمة.
- ترتبط Csopak [الإنجليزية]‏ مع Myślenice [الإنجليزية]‏ باتفاقية توأمة.
- ترتبط Szigethalom [الإنجليزية]‏ مع يافورجنو باتفاقية توأمة.
- ترتبط Kisújszállás [الإنجليزية]‏ مع Wilamowice [الإنجليزية]‏ باتفاقية توأمة.
- ترتبط Kiskunmajsa [الإنجليزية]‏ مع لوبلينيتس [الإنجليزية]‏ باتفاقية توأمة.
- ترتبط Makó [الإنجليزية]‏ مع رآدومسكو باتفاقية توأمة.
- ترتبط Sajószentpéter [الإنجليزية]‏ مع Gmina Kobiór [الإنجليزية]‏ باتفاقية توأمة.
- ترتبط Tiszaföldvár [الإنجليزية]‏ مع Mielec [الإنجليزية]‏ باتفاقية توأمة.
- ترتبط Sümeg [الإنجليزية]‏ مع Kościan [الإنجليزية]‏ باتفاقية توأمة.
- ترتبط Harkány [الإنجليزية]‏ مع Szczawnica [الإنجليزية]‏ باتفاقية توأمة.[16][17][18][19]
- ترتبط هاتفان مع Jarocin [الإنجليزية]‏ باتفاقية توأمة.
- ترتبط موهاج مع Siemianowice Śląskie [الإنجليزية]‏ باتفاقية توأمة.
- ترتبط هدمزوفازارهلي مع زجيرز باتفاقية توأمة منذ 2001.
- ترتبط تاتابانيا مع بنجن باتفاقية توأمة.
- ترتبط Tamási [الإنجليزية]‏ مع Suchy Las [الإنجليزية]‏ باتفاقية توأمة منذ 1 سبتمبر 2011.
- ترتبط سانتاندري مع كاليش باتفاقية توأمة.
- ترتبط Nyírbátor [الإنجليزية]‏ مع Rawa Mazowiecka [الإنجليزية]‏ باتفاقية توأمة.
- ترتبط ميزوكوفشد مع Żory [الإنجليزية]‏ باتفاقية توأمة.
- ترتبط Kömlő [الإنجليزية]‏ مع Gmina Rychtal [الإنجليزية]‏ باتفاقية توأمة.
- ترتبط Pápa [الإنجليزية]‏ مع Gorlice [الإنجليزية]‏ باتفاقية توأمة.
- ترتبط يانوشهالما [الإنجليزية]‏ مع Gmina Nawojowa [الإنجليزية]‏ باتفاقية توأمة.
- ترتبط Domaszék [الإنجليزية]‏ مع Wolbrom [الإنجليزية]‏ باتفاقية توأمة.
- ترتبط Balatongyörök [الإنجليزية]‏ مع Piwniczna-Zdrój [الإنجليزية]‏ باتفاقية توأمة.
- ترتبط ازترغوم مع غنيزنو باتفاقية توأمة منذ 1992.
- ترتبط Kisköre [الإنجليزية]‏ مع Namysłów [الإنجليزية]‏ باتفاقية توأمة.
- ترتبط Hajdúhadház [الإنجليزية]‏ مع Łęczna [الإنجليزية]‏ باتفاقية توأمة.
- ترتبط Diósd [الإنجليزية]‏ مع Cieszanów [الإنجليزية]‏ باتفاقية توأمة.
- ترتبط Hajdúnánás [الإنجليزية]‏ مع Ustroń [الإنجليزية]‏ باتفاقية توأمة.
- ترتبط Baktalórántháza [الإنجليزية]‏ مع Łańcut [الإنجليزية]‏ باتفاقية توأمة.
- ترتبط Balmazújváros [الإنجليزية]‏ مع Łańcut [الإنجليزية]‏ باتفاقية توأمة.
- ترتبط سالجوتارجان مع غليفيتسه باتفاقية توأمة.
- ترتبط Balassagyarmat [الإنجليزية]‏ مع استروينكا باتفاقية توأمة.
- ترتبط Sárospatak [الإنجليزية]‏ مع كروسنو [الإنجليزية]‏ باتفاقية توأمة.
- ترتبط سيكشفهيرفار مع أوبولي باتفاقية توأمة منذ 28 أكتوبر 1978.
- ترتبط كيزتيلي مع Łańcut [الإنجليزية]‏ باتفاقية توأمة منذ 3 أكتوبر 1997.
- ترتبط Bonyhád [الإنجليزية]‏ مع Jastrowie [الإنجليزية]‏ باتفاقية توأمة.
- ترتبط Lőrinci [الإنجليزية]‏ مع Zduńska Wola [الإنجليزية]‏ باتفاقية توأمة.
- ترتبط تاتا مع Pińczów [الإنجليزية]‏ باتفاقية توأمة.
- ترتبط Zamárdi [الإنجليزية]‏ مع Ustrzyki Dolne [الإنجليزية]‏ باتفاقية توأمة.
- ترتبط Zugló [الإنجليزية]‏ مع راسيبورز باتفاقية توأمة منذ 2008.
- ترتبط Rákosmente [الإنجليزية]‏ مع Dukla [الإنجليزية]‏ باتفاقية توأمة.
- ترتبط Komárom [الإنجليزية]‏ مع سوسنوفييتس باتفاقية توأمة.
- ترتبط Kazincbarcika [الإنجليزية]‏ مع Knurów [الإنجليزية]‏ باتفاقية توأمة منذ 15 مارس 1998.
- ترتبط كوسيغ مع خوينا باتفاقية توأمة منذ 1995.
- ترتبط إيرد مع Lubaczów [الإنجليزية]‏ باتفاقية توأمة.
- ترتبط Téglás [الإنجليزية]‏ مع Ludwin [الإنجليزية]‏ باتفاقية توأمة.
- ترتبط Szigetszentmiklós [الإنجليزية]‏ مع Busko-Zdrój [الإنجليزية]‏ باتفاقية توأمة.
- ترتبط جيور مع بوزنان باتفاقية توأمة منذ 1971.
- ترتبط جاردوني مع Żary [الإنجليزية]‏ باتفاقية توأمة.
- ترتبط بيتش مع كراكوف باتفاقية توأمة.
- ترتبط كيش كونهالاش [الإنجليزية]‏ مع نوفي سونتس باتفاقية توأمة.
- ترتبط كيكسكيميت مع Wadowice [الإنجليزية]‏ باتفاقية توأمة منذ 2006.[20][20][20]
- ترتبط غودولو مع Żywiec [الإنجليزية]‏ باتفاقية توأمة.
- ترتبط سيجد مع وودج باتفاقية توأمة منذ 6 نوفمبر 1993.[21][21]
- ترتبط Újbuda [الإنجليزية]‏ مع Ustroń [الإنجليزية]‏ باتفاقية توأمة.
- ترتبط Sásd [الإنجليزية]‏ مع Gmina Mogilany [الإنجليزية]‏ باتفاقية توأمة.
- ترتبط كوبوفار مع دبيتسا باتفاقية توأمة.
- ترتبط Encs [الإنجليزية]‏ مع Kępno [الإنجليزية]‏ باتفاقية توأمة.
- ترتبط Dunakeszi [الإنجليزية]‏ مع Stary Sącz [الإنجليزية]‏ باتفاقية توأمة.
- ترتبط Százhalombatta [الإنجليزية]‏ مع Brzesko [الإنجليزية]‏ باتفاقية توأمة.
- ترتبط زالاجيرسيج مع كروسنو [الإنجليزية]‏ باتفاقية توأمة منذ 1990.
- ترتبط شاتوراياويهي [الإنجليزية]‏ مع كروسنو [الإنجليزية]‏ باتفاقية توأمة.
- ترتبط Jászberény [الإنجليزية]‏ مع سوتشا بسكيتسكا باتفاقية توأمة.
- ترتبط Egyek [الإنجليزية]‏ مع Radzyń Podlaski [الإنجليزية]‏ باتفاقية توأمة.
- ترتبط Mórahalom [الإنجليزية]‏ مع مدينة يونيخو باتفاقية توأمة.
- ترتبط Nyékládháza [الإنجليزية]‏ مع Gmina Chrzanów, Lesser Poland Voivodeship [الإنجليزية]‏ باتفاقية توأمة منذ 1998.
- ترتبط ميشكولتس مع كاتوفيتسه باتفاقية توأمة منذ 1996.
- ترتبط Kiskőrös [الإنجليزية]‏ مع تارنوف باتفاقية توأمة.
- ترتبط Pestszentlőrinc-Pestszentimre [الإنجليزية]‏ مع Dąbrowa Tarnowska [الإنجليزية]‏ باتفاقية توأمة.
- ترتبط نيرغهازا مع جيشوف باتفاقية توأمة منذ 1995.[22][22][23][23]
- ترتبط موشونمادياروفار [الإنجليزية]‏ مع بيوتركوف تريبونالسكي باتفاقية توأمة.
- ترتبط بودابست مع كراكوف باتفاقية توأمة منذ 3 أغسطس 2012.[24][24][24][24]
- ترتبط ايغر مع برزيميسل باتفاقية توأمة.
- ترتبط Edelény [الإنجليزية]‏ مع Siewierz [الإنجليزية]‏ باتفاقية توأمة.
- ترتبط ديونديوش [الإنجليزية]‏ مع سانوك باتفاقية توأمة.
- ترتبط دبرتسن مع لوبلين باتفاقية توأمة منذ 1994.[25][25][26][26]
- ترتبط جرنغراتة مع Bełchatów [الإنجليزية]‏ باتفاقية توأمة.

## منظمات دولية مشتركة
يشترك البلدان في عضوية مجموعة من المنظمات الدولية، منها:
| علم المنظمة | اسم المنظمة                             | تاريخ انضمام المجر | تاريخ انضمام بولندا |
| ----------- | --------------------------------------- | ------------------ | ------------------- |
|             | الاتحاد الأوروبي                        | 1 مايو 2004        | 1 مايو 2004         |
|             | وكالة ضمان الاستثمار متعدد الأطراف      | 21 أبريل 1988      | 29 يونيو 1990       |
|             | منظمة التعاون الاقتصادي والتنمية        | 7 مايو 1996        | 22 نوفمبر 1996      |
|             | الأمم المتحدة                           | 14 ديسمبر 1955     | 24 أكتوبر 1945      |
|             | الوكالة الدولية للطاقة                  | ?                  | 25 سبتمبر 2008      |
|             | الفريق المعني برصد الأرض                | ?                  | ?                   |
|             | مجلس التعاون الاقتصادي                  | 25 يناير 1949      | 25 يناير 1949       |
|             | مركز تنسيق الحركة في أوروبا ‏            | ?                  | ?                   |
|             | منظمة حظر الأسلحة الكيميائية            | ?                  | ?                   |
|             | منظمة التجارة العالمية                  | 1995               | 1 يوليو 1995        |
|             | منظمة الشرطة الجنائية الدولية           | ?                  | ?                   |
|             | منظمة الأمن والتعاون في أوروبا          | 25 يونيو 1973      | 25 يونيو 1973       |
|             | مؤسسة التنمية الدولية                   | 29 أبريل 1985      | 28 أكتوبر 1960      |
|             | حلف شمال الأطلسي                        | 12 مارس 1999       | 12 مارس 1999        |
|             | نظام تحكم تكنولوجيا القذائف             | 1993               | 1998                |
|             | يونسكو                                  | 14 سبتمبر 1948     | 6 نوفمبر 1946       |
|             | مجلس أوروبا                             | 6 نوفمبر 1990      | 26 نوفمبر 1991      |
|             | Strategic Airlift Capability ‏           | ?                  | ?                   |
|             | الاتحاد البريدي العالمي                 | ?                  | 1 مايو 1919         |
|             | البنك الدولي للإنشاء والتعمير           | 7 يوليو 1982       | 27 يونيو 1986       |
|             | اتفاقية السماوات المفتوحة               | ?                  | ?                   |
|             | الاتحاد الدولي للاتصالات                | 1866               | 1921                |
|             | مؤسسة التمويل الدولية                   | 29 أبريل 1985      | 29 ديسمبر 1987      |
|             | المنظمة الأوروبية لسلامة الملاحة الجوية | 1992               | 2004                |
|             | مجموعة أستراليا                         | 1993               | 1994                |
|             | مجموعة الموردين النوويين                | ?                  | ?                   |
|             | حلف وارسو                               | 14 مايو 1955       | 14 مايو 1955        |

## أعلام
هذه قائمة لبعض الشخصيات التي تربطها علاقات بالبلدين:
- إليزابيث من بولندا، ملكة المجر (1305 – 29 ديسمبر 1380)
- إليزابيث من بوميرانيا (1347[37] – 14 فبراير 1393)
- بالاج دجودجاك (لاعب كرة قدم مجري، 23 ديسمبر 1986 – )
- جادويغا ملكة بولندا (18 فبراير 1374[38] – 17 يوليو 1399)
- جون سيجسموند (7 يوليو 1540[39] – 14 مارس 1571)
- ستيفن باتوري (27 سبتمبر 1533[40] – 12 ديسمبر 1586[41][42])
- فيلي أوربان (لاعب كرة قدم ألماني، 3 نوفمبر 1992[43] – )
- كازيمير الثالث الأعظم (30 أبريل 1310[44][45] – 5 نوفمبر 1370[44][45])
- كولومان (سياسي مجري، 1070 – 3 فبراير 1116[46])
- كينغا من بولندا (5 مارس 1224[47] – 24 يوليو 1292[47][48])
- لاديسلاو كوبالا (لاعب كرة قدم مجري، 10 يونيو 1927[49] – 17 مايو 2002[49])
- لويس الأول المجري (5 مارس 1326 – 10 سبتمبر 1382)
- لويس الثاني ملك المجر (1 يوليو 1506 – 29 أغسطس 1526)
- يانوش زابوليا (2 فبراير 1487 – 17 يوليو 1540)
- يوسف بم (14 مارس 1794[50] – 10 ديسمبر 1850[50])

## وصلات خارجية
- موقع وزارة الخارجية المجرية
- موقع وزارة الخارجية البولندية